# Gurania longipetala
Gurania longipetala är en gurkväxtart som beskrevs av Célestin Alfred Cogniaux. Gurania longipetala ingår i släktet Gurania och familjen gurkväxter. Inga underarter finns listade i Catalogue of Life.